# KNT-308
Kalekalıp KNT-308 — турецкая снайперская винтовка применяющаяся армией и полицией Турции, а также частными лицами (охота, содержание охраны).

## Описание
KNT-308 (Keskin Nişancı Tüfeği-308) - является первой винтовкой своего рода в Турции. Винтовка внешне довольно похожа на AWP, однако она имеет более высокие показатели, чем у других винтовок того же типа. Эффективной стрельбой следует считать стрельбу на 600-800 метров. Цена самой винтовки равна 2000$ (148.000 руб на 11.01.16), в комплектации средняя цена составляет 17000$, однако иногда она приобретается коллекционерами или охотниками. Винтовка применялась в конфликте Турции с Рабочей партией Курдистана на юге Турции, где получила своё боевое крещение и признание как надёжной винтовки своего класса в условиях города и пустыни.

## В популярной культуре
Присутствует в компьютерной игре Combat Arms.